# ゲイリー・ニューマン
ゲイリー・ニューマン（英語：Gary Numan、本名:ゲイリー・ウェブ、1958年3月8日 - ）は、イギリスのミュージシャン。「エレクトリック・フレンズ」や「カーズ」などのヒット曲で知られる。

## 略歴
1976年に「チューブウェイ・アーミー」というバンドを結成し、アルバムを2枚発表して1979年に解散。同年8月21日、シングル「カーズ」を発表し、全英1位、全米9位を獲得。
同年9月25日に発表されたアルバム『ザ・プレジャー・プリンシプル』も全英1位を記録し、彼の名はイギリス中に知れわたることになる。また、翌年には来日公演も行った。同年に発表されたアルバム『テレコン』も全英最高1位を記録し、まさに彼の絶頂期と言える時期だった。またこの頃から、それまでのミニモーグやポリモーグを使用したモーグサウンドから、ローランド・ジュピター4やプロフェット5などの名機や、ピアノを導入することによって、多少ではあるもののサウンドが変化して行く。その後、今までゲイリーのアルバムに参加していたミュージシャン達の殆どが離れる事態に遭遇するが、様々なゲスト・ミュージシャンを迎えることによって、問題は解決した。
そして多彩なゲスト・ミュージシャンを迎え、制作したアルバム『ダンス』ではジャパンのミック・カーンのフレットレス・ベースや、前作以上にプロフェット5を使用し、生ドラムからリズムボックス、リンドラムを導入する事によってより大きなサウンドの変化が現れるようになると共に、歌い方もデヴィッド・シルヴィアンを意識したかのような歌い方となった。その後も『アイ、アサシン』、『ウォーリアズ』とアルバムを発表していくも、『ウォーリアズ』が、最後のメジャー・レーベルから発売されたアルバムとなり、これ以降からはゲイリーが発足させた「Numa」というレーベルからの発表となる。しかし、それからゲイリーのアルバム・シングルはヒットしなくなり、またチューブウェイ・アーミーで活動していた頃から、ゲイリーのアルバムの大半に参加して来た、ベーシストのポール・ガーディナーがヘロイン過激摂取により他界してしまうなどの経緯により、ゲイリーは大きな痛手を受け、急激に目立たない存在となってしまった。そんな状況ではあるが、ゲイリーはひるむことなく、数年に1枚というペースでアルバムがリリースされている。近年は、マリリン・マンソンがゲイリーの曲をカバーすることや、商業エレクトロニック・ミュージックのパイオニアとしてトレント・レズナーなどの多くのアーティストに影響を与えていることなど、ゲイリーの音楽が注目されたり、再評価されるようになっている。そんな再評価の機運が高まる中、徐々にセールス面での回復を見せ、2013年発表のアルバム『スプリンター (ソングス・フロム・ア・ブロークン・マインド)』が全英アルバムチャートで20位にランクインし、4年後の2017年発表のアルバム『サヴェージ (ソングス・フロム・ア・ブロークン・ワールド)』で全英2位を獲得。同アルバムではゲイリーの実の娘であるペルシア・ニューマンがコーラスとして参加しており、しばしばBBCなどのテレビ局でのライブや比較的規模の大きいライブでゲイリーと共演している。
ゲイリーは自らの師をジョン・フォックスとしており、ジョンがリーダーとして務めていたウルトラヴォックスのファンでもあった。また、代表曲「カーズ」などにもジョン・フォックスやウルトラヴォックスに影響されたと思われる要素がある。
この他、クイーンのファンでもあり、アルバム『ダンス』に収録されている「You Are, You Are」では、ドラム担当のロジャー・テイラーとの共演を果たしている。

## ディスコグラフィ

### チューブウェイ・アーミー
- 『チューブウェイ・アーミー』 - Tubeway Army (1978年) ※旧邦題『デビュー・アルバム』
- 『レプリカズ』 - Replicas (1979年) ※旧邦題『幻想アンドロイド』

### ソロ・アルバム
- 『ザ・プレジャー・プリンシプル』 - The Pleasure Principle (1979年) ※旧邦題『エレクトリック・ショック!』
- 『テレコン』 - Telekon (1980年)
- 『ダンス』 - Dance (1981年)
- 『アイ、アサシン』 - I, Assassin (1982年) ※旧邦題『アッサシン』
- 『ウォーリアズ』 - Warriors (1983年)
- Berserker (1984年)
- The Fury (1985年)
- Strange Charm (1986年)
- Metal Rhythm (1988年) ※日本盤、米国盤タイトルは『ニュー・アンガー』 - New Anger
- Automatic (1989年) ※with Bill Sharpe。Sharpe & Numan名義
- 『アウトランド』 - Outland (1991年)
- Machine + Soul (1992年)
- The Radial Pair: Video Soundtrack (1994年) ※ミニ・アルバム
- Sacrifice (1994年) ※米国盤タイトルは『Dawn』
- Human (1995年) ※with Michael R. Smith
- 『エグザイル』 - Exile (1997年)
- Pure (2000年)
- Jagged (2006年)
- Dead Son Rising (2011年)
- 『スプリンター (ソングス・フロム・ア・ブロークン・マインド)』 - Splinter (Songs from a Broken Mind) (2013年) ※オリコン197位[4]
- 『サヴェージ (ソングス・フロム・ア・ブロークン・ワールド)』 - Savage (Songs from a Broken World) (2017年)
- Intruder (2020年)